# Vladislav Kryuchkov
Vladislav Yuryevich Kryuchkov (tiếng Nga: Владислав Юрьевич Крючков; sinh ngày 24 tháng 8 năm 1989) là một cầu thủ bóng đá người Nga. Anh thi đấu cho F.K. Baltika Kaliningrad.